# Бреттвіль-л'Оргеєз
Бреттві́ль-л'Оргеє́з, Бреттвіль-л'Орґеєз (фр. Bretteville-l'Orgueilleuse) — колишній муніципалітет у Франції, у регіоні Нормандія, департамент Кальвадос. Населення — 2440 осіб (2011).
Муніципалітет був розташований на відстані близько 220 км на захід від Парижа, 11 км на захід від Кана.

## Історія
До 2015 року муніципалітет перебував у складі регіону Нижня Нормандія. Від 1 січня 2016 року належав до нового об'єднаного регіону Нормандія.
1-1-2017 Бреттвіль-л'Оргеєз, Бруе, Ше, Ле-Меній-Патрі, Пюто-ан-Бессен i Сент-Круа-Гран-Тонн було об'єднано в новий муніципалітет Тю-е-Мю.

## Демографія
Динаміка населення (INSEE ):
Розподіл населення за віком та статтю (2006):
| Стать | Всього | До 15 років | 15-24 | 25-44 | 45-64 | 65-85 | Понад 85 |
| --- | ------ | ----------- | ----- | ----- | ----- | ----- | -------- |
| Чоловіки | 1137   | 232         | 160   | 284   | 341   | 120   | 0        |
| Жінки | 1152   | 252         | 124   | 304   | 332   | 136   | 4        |
| \| Статево-вікова піраміда \| Статево-вікова піраміда \| Статево-вікова піраміда \| \| ----------------------- \| ----------------------- \| ----------------------- \| \| Чоловіки \| Вік \| Жінки \| \| 0 \| 85 + \| 4 \| \| 16 \| 80-84 \| 16 \| \| 36 \| 75-79 \| 40 \| \| 36 \| 70-74 \| 44 \| \| 32 \| 65-69 \| 36 \| \| 44 \| 60-64 \| 52 \| \| 80 \| 55-59 \| 96 \| \| 125 \| 50-54 \| 72 \| \| 92 \| 45-49 \| 112 \| \| 84 \| 40-44 \| 84 \| \| 80 \| 35-39 \| 84 \| \| 76 \| 30-34 \| 60 \| \| 44 \| 25-29 \| 76 \| \| 68 \| 20-24 \| 40 \| \| 92 \| 15-20 \| 84 \| \| 96 \| 10-14 \| 80 \| \| 56 \| 5-9 \| 104 \| \| 80 \| 0-4 \| 68 \| |        |             |       |       |       |       |          |
| Статево-вікова піраміда |        |             |       |       |       |       |          |
| Чоловіки | Вік    | Жінки       |       |       |       |       |          |
| 0 | 85 +   | 4           |       |       |       |       |          |
| 16 | 80-84  | 16          |       |       |       |       |          |
| 36 | 75-79  | 40          |       |       |       |       |          |
| 36 | 70-74  | 44          |       |       |       |       |          |
| 32 | 65-69  | 36          |       |       |       |       |          |
| 44 | 60-64  | 52          |       |       |       |       |          |
| 80 | 55-59  | 96          |       |       |       |       |          |
| 125 | 50-54  | 72          |       |       |       |       |          |
| 92 | 45-49  | 112         |       |       |       |       |          |
| 84 | 40-44  | 84          |       |       |       |       |          |
| 80 | 35-39  | 84          |       |       |       |       |          |
| 76 | 30-34  | 60          |       |       |       |       |          |
| 44 | 25-29  | 76          |       |       |       |       |          |
| 68 | 20-24  | 40          |       |       |       |       |          |
| 92 | 15-20  | 84          |       |       |       |       |          |
| 96 | 10-14  | 80          |       |       |       |       |          |
| 56 | 5-9    | 104         |       |       |       |       |          |
| 80 | 0-4    | 68          |       |       |       |       |          |

## Економіка
2010 року серед 1567 осіб працездатного віку (15—64 років) 1230 були активними, 337 — неактивними (показник активності 78,5%, у 1999 році було 75,0%). З 1230 активних мешканців працювало 1155 осіб (593 чоловіки та 562 жінки), безробітними було 75 (38 чоловіків та 37 жінок). Серед 337 неактивних 145 осіб було учнями чи студентами, 142 — пенсіонерами, 50 були неактивними з інших причин.

У 2010 році в муніципалітеті числилось 913 оподаткованих домогосподарств, у яких проживали 2481,0 особи, медіана доходів виносила 21 163 євро на одного особоспоживача